# 순창 성황대신 사적 현판
순창 성황대신 사적 현판(淳昌 城隍大神 事跡 懸板)은 대한민국 전북특별자치도 순창군에 있는, 성황신을 섬기던 기록을 적은 현판이다. 1997년 7월 18일 전라북도의 문화재자료 제138호로 지정되었다가, 2000년 1월 13일 대한민국의 국가민속문화재 제238호로 승격되었다.

## 개요
순창 성황대신 사적 현판은 성황신을 섬기던 기록을 적은 현판이다. 현판은 널빤지와 종이·비단에 글씨 또는 그림을 그려 거는 것인데, 조선 명조때 제작된 원래의 현판은 남아 있지 않고 영조때에 다시 새긴 현판만이 남아 있다.
가로로 길쭉한 목판으로 나무 결이 그대로 살아 있으며, 위·아래 2개의 판을 이어붙여 하나로 만들었다. 가로 180cm, 세로 54cm 목판에 총 73행, 1,600여자가 세로로 쓰여졌으며, 내용은 고려 충렬왕 7년(1281)부터 조선 순조 23년(1823)까지 성황신에게 작호를 부여했던 것부터 성황당을 고쳐 세웠던 것까지의 상황을 기록한 것이다. 하단부는 글씨체가 상단부와 확연히 다른 것으로 보아 나중에 추가된 것으로 보인다.
문헌에 따르면 영조 19년(1743)에 만든 것으로 후에 영조 30년(1754)과 순조 23년(1823)에 추가로 새겨 제작된 것이다. 현재 각 지방에서 마을 공동으로 성황신에게 제사를 지내는 것을 기록한 것으로 성황신앙의 역사상 변천과정을 볼 수 있다는 점에서 민속자료로 커다란 가치가 있다.

## 지정 사유
순창 성황대신 사적 현판은 고려 충렬왕 7년(1281년) 국가에서 성황신에게 작호를 부여한 이후 조선 순조 23년(1823년)까지 성황제의 역사에 대해 기록하고 있는데, 한국 성황 신앙의 변화의 추이를 알 수 있는 매우 귀중한 자료로 평가되어 지정한다

## 현지 안내문
소나무로 만든 이 현판은 1743년 조정옥이 원래 있던 현판을 보고 다시 쓴 것이다. 주요 내용은 고려 충렬왕 때의 인물 설공검을 성황대신으로 모시고, 매년 단오에 제사를 올렸다는 것과 13세기부터 19세기까지 약 600년 동안 순창 성황당과 성황제의 변화과정에 대한 것이다. 크기는 가로 180cm, 세로 54cm이며, 한문과 이두가 섞여있는 글씨는 71행이다. 이 현판은 성황신앙에 관한 우리나라 최초의 기록이라는 점에서 의의가 있다. 순창 성황당은 1940년대까지 순화리 옥천동에 있었다고 전해오고 있으나, 지금은 그 흔적을 찾을 수 없다.

## 같이 보기
- 성황신

## 참고 자료
- 순창 성황대신 사적 현판 - 국가유산청 국가유산포털